# Han Chang-wha
Han Chang-wha (3 de novembro de 1922 - 18 de abril de 2006) foi um futebolista sul-coreano que atuava como defensor.

## Carreira
Han Chang-wha fez parte do elenco da Seleção Sul-Coreana de Futebol, na Copa do Mundo de 1954.